# Condado de Javier
El condado de Javier es un título nobiliario español creado el 26 de agosto de 1625 por el rey Felipe IV a favor de Juan de Garro y Javier (también conocido como Juan de Garro Javier Aznárez de Sada Goñi y Coloma) viii vizconde de Zolina, señor de Rocaforte, Sidrac, de la villa y castillo de Javier, Idocin y Zabalegui, señor del palacio de Azpilcueta, Caballero de Alcántara.
Su denominación hace referencia a la villa y castillo de Javier, señorío perteneciente a la familia materna de San Francisco Javier, ya que su madre, María Azpilicueta y Aznárez de Sada lo había heredado de sus padres. Tras la canonización de San Francisco Javier, en 1622, se crea el título “en atención a los méritos propios, a los de los antepasados y a que el glorioso San Francisco Javier fue de vuestra casa”.

## Condes de Javier
|                        | Titular                                                     | Periodo                |
| Creación por Felipe IV | Creación por Felipe IV                                      | Creación por Felipe IV |
| ---------------------- | ----------------------------------------------------------- | ---------------------- |
| i                      | Juan de Garro y Javier Aznárez de Sada Goñi y Coloma        | 1625-1659              |
| ii                     | Bernardo de Garro y Javier Aznárez de Sada Goñi y de Urríes | 1659-                  |
| iii                    | Juan Antonio Aznárez de Sada y Garro Navarra                | -1692                  |
| iv                     | Francisco Antonio Aznárez de Sada Garro y Javier            | 1692-1712              |
| v                      | María Isabel Aznárez de Garro, Navarra y Echeverz           | 1712-1754              |
| vi                     | Ignacio de Idiáquez y Aznárez Garro                         | 1755-1769              |
| vii                    | Francisco de Borja de Idiáquez y Palafox                    | 1769-1818              |
| viii                   | Francisco Javier de Idiáquez y Carvajal                     | 1818-1848              |
| ix                     | Francisco Javier Azlor de Aragón e Idiáquez                 | 1850-1919              |
| x                      | José Antonio Azlor de Aragón y Hurtado de Zaldívar          | 1919-1960              |
| xi                     | María del Pilar Azlor de Aragón y Guillamas                 | 1960-1996              |
| xii                    | Francisco Javier de Urzáiz y Azlor de Aragón                | 1999-2004              |
| xiii                   | Javier Azlor de Aragón y Ramírez de Haro                    | 2004-                  |

## Historia de los condes de Javier
- Juan de Garro Javier Aznárez de Sada Goñi y Coloma (1600-Castillo de Javier, 1659), i conde de Javier, viii vizconde de Zolina, señor de Rocaforte, Sidrac, Idocín y Zabalegui, señor del palacio de Azpilcueta, Caballero de Alcántara en 1607. Era hijo de León de Garro Aznárez de Sada y Javier, vi vizconde de Zolina, y de Inés de Coloma y Luna.

Se casó en Pitillas el 16 de mayo de 1612, con Fausta Jerónima de Urríes y Navarra, hija de Carlos de Urríes y Arbea, señor de Belver, y de Leonor de Navarra y Mauleón (heredera de la Casa de Cortes y sus títulos anejos) y fallecida en Javier, tras testar, el 6 de septiembre de 1627. Le sucedió su hijo:
- Bernardo de Garro Javier Aznárez de Sada Goñi y de Urríes, ii conde de Javier.[5] ix vizconde de Zolina,  En 1645 heredó de su padre la merced de acostamiento de 50.000 maravedís, aumentada en otros 30.000.[6][7]

Se casó con Ana María de Arizcún y Beaumont
- Juan Antonio Aznárez de Sada y Garro Navarra Javier, iii conde de Javier y x vizconde de Zolina.

Se casó con Juana de Alarcón Niño y Valdés. Le sucedió su hijo:
- Francisco Antonio Aznárez de Sada y Garro y Alarcón, iv conde de Javier y xi vizconde de Zolina.

Casado en Pamplona, el 28 de agosto de 1689, primeras nupcias con Ignacia-Xaviera de Echeverz, ii marquesa de San Miguel de Aguayo. Le sucedió su hija:
- María Isabel Aznárez de Garro y Echeverz, v condesa de Javier, viii marquesa de Cortes, xii vizcondesa de Zolina, xii vizcondesa de Muruzábal, xii mariscala perpetua del Reino de Navarra.

Contrajo matrimonio con Antonio de Idiáquez y Garnica (1686-22 de mayo de 1754), ii duque de Granada de Ega, marqués de Valdetorres, hijo de Pedro de Idiáquez y Eguía hermano del i duque y de María Magdalena de Garnica y Córdoba. Lo sucedió su hijo:
- Ignacio de Idiáquez y Aznárez de Garro (1713-1 de abril de 1769), vi conde de Javier, iii duque de Granada de Ega,[9] ix marqués de Cortes, iv marqués de Valdetorres, vizconde de Zolina, xiii vizconde de Muruzábal, xiii mariscal perpetuo del Reino de Navarra, teniente general de los RREE.

Se casó con María Josefa de Palafox y Bardaxí, hija de Bernabé Rebolledo de Palafox, ii marqués de Lazán. Lo sucedió su hijo:
- Francisco de Borja de Idiáquez y Palafox (m. 17 de marzo de 1817), vii conde de Javier, iv duque de Granada de Ega,[9]x marqués de Cortes, v marqués de Valdetorres, vizconde de Zolina, xiv vizconde de Muruzábal, xiv mariscal perpetuo del Reino de Navarra.

Casado con María Agustina de Carvajal y Lancaster, hija del duque de Abrantes. Lo sucedió su hijo:
- Francisco Javier de Idiáquez y Carvajal, viii conde de Javier, v duque de Granada de Ega,[9] xi marqués de Cortes, vi marqués de Valdetorres, vizconde de Zolina, xv vizconde de Murruzábal.

Se casó con María del Pilar Antonia del Corral y Azlor. Sucedió su nieto, hijo de su hija María de la Concepción de Idiáquez y del Corral, xv vizcondesa de Muruzábal y de su esposo José Antonio Azlor de Aragón y Fernández de Córdoba, ix conde del Real:
- Francisco Javier Aragón-Azlor e Idiáquez (1842-1919), ix conde de Javier, xvi duque de Villahermosa, vi duque de Granada de Ega, xii marqués de Cortes, vii marqués de Valdetorres,  vizconde de Zolina, xvi vizconde de Muruzábal, xii conde del Real, xiii conde de Luna, ix conde de Guara, xii conde de Sinarcas, xxv vizconde de Villanova y vizconde de Chelva. Fue caballero de la Orden del Toisón de Oro y senador en 1906.[10]

Contrajo matrimonio el 12 de octubre de 1871 con Isabel María Hurtado de Zaldívar y Heredia, hija de José Manuel Hurtado de Zaldívar y Fernández de Villavicencio, iv conde de Zaldívar, vizconde de Portocarrero y marqués de Villavieja. Le sucedió su hijo:
- José Antonio Azlor de Aragón y Hurtado de Zaldívar,(1873-18 de julio de 1960), x conde de Javier, xvii duque de Villahermosa,[10] vii duque de Granada de Ega, ii duque de Luna, (por haberlo rehabilitado en su persona en 1895, el rey Alfonso XIII), xiii marqués de Cortes, x marqués de Cábrega, viii y xii marqués de Valdetorres, vii marqués de Narros, xiv conde de Luna,  x conde de Guara, xiv conde del Real, xix vizconde de Zolina, xviii vizconde de Muruzábal, gentilhombre grande de España con ejercicio y servidumbre del rey Alfonso XIII.

Se casó el 11 de junio de 1906 con María Isabel Guillamas y Caro, xi marquesa de San Felices, vii y viii condesa de Mollina y xi condesa de Villalcázar de Sirga. Le sucedió su hija:
- María del Pilar Azlor de Aragón y Guillamas (1908-7 de agosto de 1996), xi condesa de Javier,xviii duquesa de Villahermosa,[10] iii duquesa de Luna, ix duquesa de La Palata (por rehabilitación en 1986), xvii marquesa de Cortes, xi marquesa de Cábrega, xii marquesa de Valdetorres, xv condesa de Luna, xi condesa de Guara, xv condesa del Real, xx vizcondesa de Zolina.

Se casó el 12 de junio de 1935 con Mariano de Urzáiz y Silva Salazar y Carvajal, xii conde del Puerto. Le sucedió su hijo:
- Francisco Javier de Urzáiz y Azlor de Aragón (San Sebastián, 10 de agosto de 1940-14 de abril de 2013[11]), xii conde de Javier[12] y iv duque de Luna.

Casó, en primeras nupcias, el 16 de junio de 1969, con Beatriz Ramírez de Haro y Valdés, xvi condesa de Murillo, hija de Ignacio Ramírez de Haro y Pérez de Guzmán, xi marqués de Villanueva de Duero, xv conde de Bornos, xix marqués de Cazaza y conde de Montenuevo. Contrajo un segundo matrimonio con Isabel de Olazábal y Churruca. Le sucedió su hijo del primer matrimonio a quien cedió el título:
- Javier Azlor de Aragón y Ramírez de Haro (n. Madrid, 23 de julio de 1975), xiii conde de Javier[13] y v duque de Luna.[14]

Casó con Sofía Gaytán de Ayala y Gaytán de Ayala.

## Armas
Según recoge Joaquín Argamasilla las armas del condado de Javier son las de Garro que en el Libro de Armería del Reino de Navarra se describe de plata con una cruz llana de gules, cantonada de cuatro lobos pasantes de sable, armados y linguados de gules.